# Penijõgi
Penijõgi är ett 11 km långt vattendrag i västra Estland. Penijõgi är en sydlig biflod till Kasari jõgi och har sin källa vid våtmarken Lihula raba. Den ligger i Lääneranna kommun i landskapet Pärnumaa.